# Lijst van voetbalinterlands Canada - Mexico (vrouwen)
Deze lijst van voetbalinterlands is een overzicht van alle officiële voetbalinterlands tussen de nationale vrouwenteams van Canada en Mexico. De landen hebben tot nu toe dertig keer tegen elkaar gespeeld.

## Wedstrijden
| №  | Plaats                | Datum            | Competitie                                     | Wedstrijd       | Uitslag |
| -- | --------------------- | ---------------- | ---------------------------------------------- | --------------- | ------- |
| 1  | Montréal              | 15 augustus 1994 | Noord-Amerikaans kampioenschap 1994            | Canada − Mexico | 6 − 0   |
| 2  | Etobicoke             | 6 september 1998 | Noord-Amerikaans kampioenschap 1998            | Canada − Mexico | 1 − 0   |
| 3  | Vancouver             | 21 mei 1999      | Vriendschappelijk                              | Canada − Mexico | 3 − 0   |
| 4  | Vancouver             | 24 mei 1999      | Vriendschappelijk                              | Canada − Mexico | 2 − 0   |
| 5  | Foxborough            | 24 juni 2000     | Noord-Amerikaans kampioenschap 2000            | Canada − Mexico | 4 − 3   |
| 6  | Seattle               | 6 november 2002  | Noord-Amerikaans kampioenschap 2002            | Canada − Mexico | 2 − 0   |
| 7  | Guasave               | 12 juni 2003     | Vriendschappelijk                              | Mexico − Canada | 0 − 4   |
| 8  | Mazatlán              | 15 juni 2003     | Vriendschappelijk                              | Mexico − Canada | 1 − 2   |
| 9  | Edmonton              | 31 augustus 2003 | Vriendschappelijk                              | Canada − Mexico | 8 − 0   |
| 10 | Vancouver             | 4 september 2003 | Vriendschappelijk                              | Canada − Mexico | 6 − 0   |
| 11 | San José              | 3 maart 2004     | Olympische Spelen 2004 kwalificatie            | Canada − Mexico | 1 − 2   |
| 12 | Mexicali              | 23 februari 2006 | Vriendschappelijk                              | Mexico − Canada | 1 − 3   |
| 13 | Palm Springs          | 25 februari 2006 | Vriendschappelijk                              | Mexico − Canada | 1 − 1   |
| 14 | Rio de Janeiro        | 26 juli 2007     | Pan-Amerikaanse Spelen 2007                    | Mexico − Canada | 1 − 2   |
| 15 | Ciudad Juárez         | 9 april 2008     | Olympische Spelen 2008 kwalificatie            | Canada − Mexico | 1 − 0   |
| 16 | Cancún                | 2 november 2010  | Noord-Amerikaans kampioenschap 2010            | Mexico − Canada | 0 − 3   |
| 17 | Cancún                | 8 november 2010  | Noord-Amerikaans kampioenschap 2010            | Canada − Mexico | 1 − 0   |
| 18 | São Paulo             | 12 december 2010 | International Women's Football Tournament 2010 | Canada − Mexico | 1 − 0   |
| 19 | Vancouver             | 27 januari 2012  | Olympische Spelen 2012 kwalificatie            | Canada − Mexico | 3 − 1   |
| 20 | Vancouver             | 24 november 2013 | Vriendschappelijk                              | Canada − Mexico | 0 − 0   |
| 21 | Shenzhen              | 13 januari 2015  | Four Nations Women's Football Tournament 2015  | Canada − Mexico | 2 − 1   |
| 22 | Natal                 | 9 december 2015  | International Women's Football Tournament 2015 | Canada − Mexico | 3 − 0   |
| 23 | Vancouver             | 4 februari 2017  | Vriendschappelijk                              | Canada − Mexico | 3 − 2   |
| 24 | Toronto               | 18 mei 2019      | Vriendschappelijk                              | Canada − Mexico | 3 − 0   |
| 25 | Edinburg              | 4 februari 2020  | Olympische Spelen 2020 kwalificatie            | Canada − Mexico | 2 − 0   |
| 26 | Mexico-Stad           | 27 november 2021 | Vriendschappelijk                              | Mexico − Canada | 2 − 1   |
| 27 | Mexico-Stad           | 30 november 2021 | Vriendschappelijk                              | Mexico − Canada | 0 − 0   |
| 28 | Montréal              | 1 juni 2024      | Vriendschappelijk                              | Canada − Mexico | 2 − 0   |
| 29 | Toronto               | 4 juni 2024      | Vriendschappelijk                              | Canada − Mexico | 1 − 1   |
| 30 | San Pedro del Pinatar | 22 februari 2025 | Pinatar Cup 2025                               | Canada − Mexico | 2 − 0   |

## Samenvatting
| Competitie                                | Totaal gespeeld | Winst Canada | Gelijk | Winst Mexico | Doelsaldo Canada – Mexico |
| ----------------------------------------- | --------------- | ------------ | ------ | ------------ | ------------------------- |
| Olympische Spelen kwalificatie            | 4               | 3            | 0      | 1            | 7 − 3                     |
| Noord-Amerikaans kampioenschap            | 6               | 6            | 0      | 0            | 17 − 3                    |
| Pan-Amerikaanse Spelen                    | 1               | 1            | 0      | 0            | 2 − 1                     |
| Pinatar Cup                               | 1               | 1            | 0      | 0            | 2 − 0                     |
| International Women's Football Tournament | 2               | 2            | 0      | 0            | 4 − 0                     |
| Four Nations Women's Football Tournament  | 1               | 1            | 0      | 0            | 2 − 1                     |
| Vriendschappelijk                         | 15              | 10           | 4      | 1            | 39 − 8                    |
| Totaal                                    | 30              | 24           | 4      | 2            | 73 − 16                   |